# Louis Édouard Fournier
Cet article possède un paronyme, voir Édouard Fournier.
Pour les articles homonymes, voir Fournier.
Paul Édouard Louis Fournier dit Louis Édouard Fournier, né le 17 décembre 1857 à Paris et mort dans la même ville le 10 avril 1917, est un peintre, mosaïste, et illustrateur français.

## Biographie
Fils de l'écrivain-historien Édouard Fournier et d'Émilie Claire Ringuedé, Louis Édouard Fournier est le frère cadet de Paul Joseph Albert Fournier, aquafortiste devenu préfet.
Son père meurt en 1880, alors qu'il est étudiant à l'École des beaux-arts de Paris, élève d'Alexandre Cabanel, de Jules Lefebvre et Gustave Boulanger, section peinture. En 1881, il obtient le premier grand prix de Rome avec son tableau, La Colère d'Achille.
Il expose ensuite au Salon des artistes français à partir de 1884 sous le nom de « Louis-Paul Édouard-Fournier », mentionné comme résidant à la villa Médicis. En 1888, sous le nom cette fois de « Louis-Édouard Fournier », il devient membre-sociétaire du Salon, et y expose chaque année au moins jusqu'en 1914 : à cette date, il réside à Paris au 22 de la rue Monsieur-le-Prince.
Louis-Édouard Fournier a participé à de nombreux projets monumentaux parmi lesquels les fresques de la décoration du Grand Palais à Paris : il y a réalisé des frises en mosaïque retraçant les grandes étapes de l'histoire de l'art, avec d'autres artistes comme Alexandre Falguière. En y incluant une série de portraits, il y rend hommage au commissaire général de l'Exposition universelle de 1900, Alfred Picard, à l'architecte Henri Deglane, représenté avec un compas, à côté duquel il a placé son autoportrait avec sa palette et ses pinceaux. Une autre de ses fresques intitulée Aux gloires du Lyonnais et du Beaujolais orne la salle des délibérations du conseil départemental du Rhône à Lyon. Il a aussi produit des peintures dédiées aux gloires lyonnaises.
Un de ses tableaux les plus connus est Les Funérailles de Shelley (1889, Liverpool, Walker Art Gallery).
Il a également illustré quelques livres d'Honoré de Balzac, dont La Duchesse de Langeais, et de Jules Lemaitre, notamment Myrrha / vierge et martyre. L'un des principaux traducteurs de ses dessins en gravure est Edmond-Jules Pennequin.
Il a également produit une série de peintures consacrées aux beautés de Lyon, ainsi que de nombreuses sculptures en bois[réf. nécessaire].
Au début des années 1900, il réalise les cartons de trois panneaux de mosaïques de la basilique Notre-Dame-du-Rosaire de Lourdes.

## Œuvres dans les collections publiques
Angleterre
- Liverpool, Walker Art Gallery : Les Funérailles de Shelley, 1889, huile sur toile.

France
- Arbois, musée Sarret de Grozon : La Fin du roman, 1890, huile sur toile[8].
- Évreux, musée d'Évreux : Corinna, huile sur bois.
- Lourdes, basilique Notre-Dame-du-Rosaire, trois grandes mosaïques figurant des mystères du Rosaire :
  - La Présentation de Jésus au temple, 1902 ;
  - La Flagellation, 1904 ;
  - Le Couronnement d'épines, 1904.
- Lyon, conseil départemental du Rhône, salle de délibération : Aux gloires du Lyonnais et du Beaujolais, fresque.
- Paris :
  - École nationale supérieure des beaux-arts :
    - Hélène et les vieillards, huile sur toile ;
    - Ruth et Booz, 1879, huile sur toile ;
    - Figure peinte, 1880, huile sur toile ;
    - La Colère d'Achille, 1881, huile sur toile[3] ;
    - Martyre de saint Georges, 1885, huile sur toile.

  - École normale supérieure : Le séjour de Pasteur à l’École normale supérieure, ou La Science et l’Humanité, 1896, huile sur toile marouflée[9] ;
  - Grand Palais :
    - L'Art dans les grandes civilisations antiques, 1900, mosaïque sur la façade côté Seine[10] ;
    - Les grandes Périodes de l'Art français, mosaïque d'une superficie de 284 m2 située à l'intérieur des loggias de la façade est du péristyle donnant sur l'avenue Winston-Churchill.

  - Institut de France : décors.
  - mairie du 6e arrondissement de Paris : Paris, Cité des Arts, 1906, plafond du grand salon en hémicycle, dit François Collet. Sur un nuage, une jeune femme drapée de rouge portant la couronne de la ville de Paris, son bras gauche posé sur l'écusson de la ville, accueille les allégories de l'Architecture, la Sculpture, la Peinture et la Musique.
  - musée Carnavalet : Mounet-Sully se maquillant dans sa loge avant une représentation d'Œdipe roi, huile sur toile, 1893.
  - musée du Louvre, département des Arts graphiques : Jeune bûcheron, crayon noir sur carton[11].
- Pau, musée des Beaux-Arts : La Petite Jeanne, fille de pêcheur, huile sur toile[12].
- Saint-Brieuc, musée d'Art et d'Histoire : Le Maraudeur, huile sur toile[13].

Œuvres de Louis-Édouard Fournier
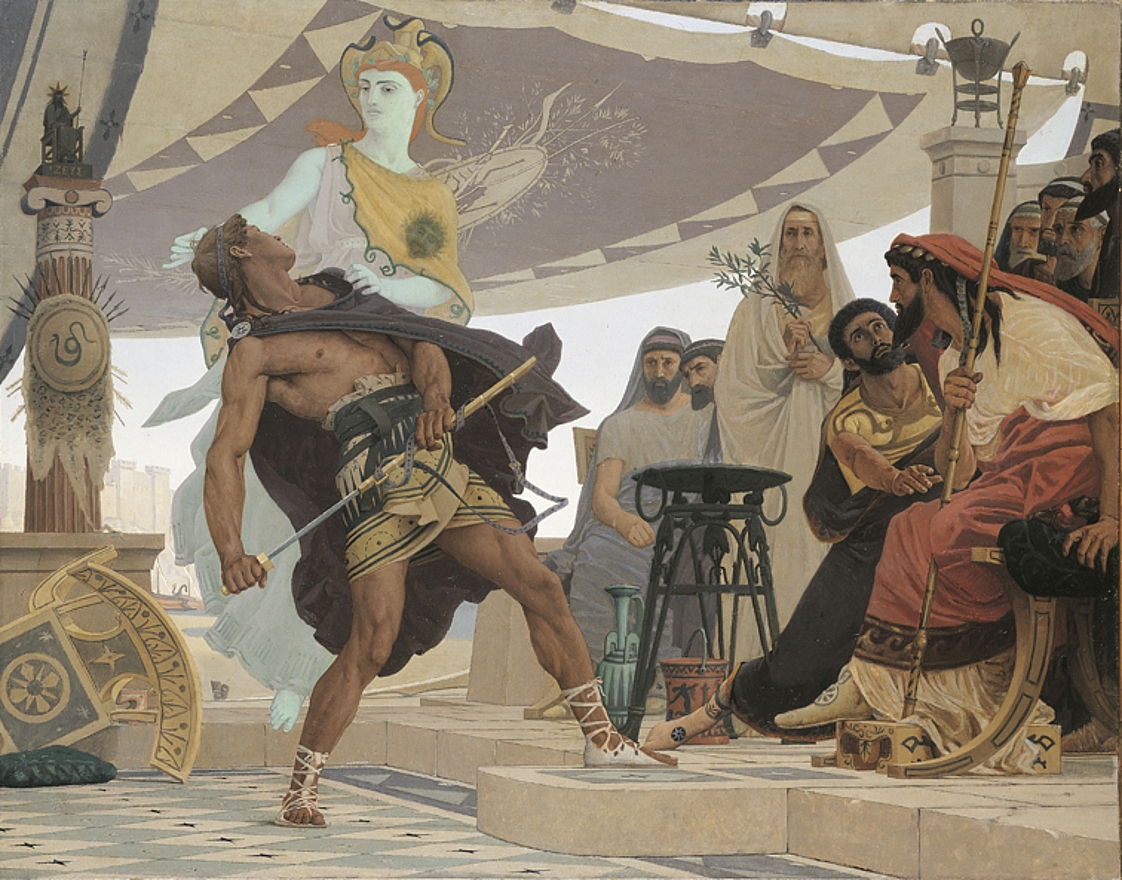
La Colère d'Achille (1881), Paris, École nationale supérieure des beaux-arts.
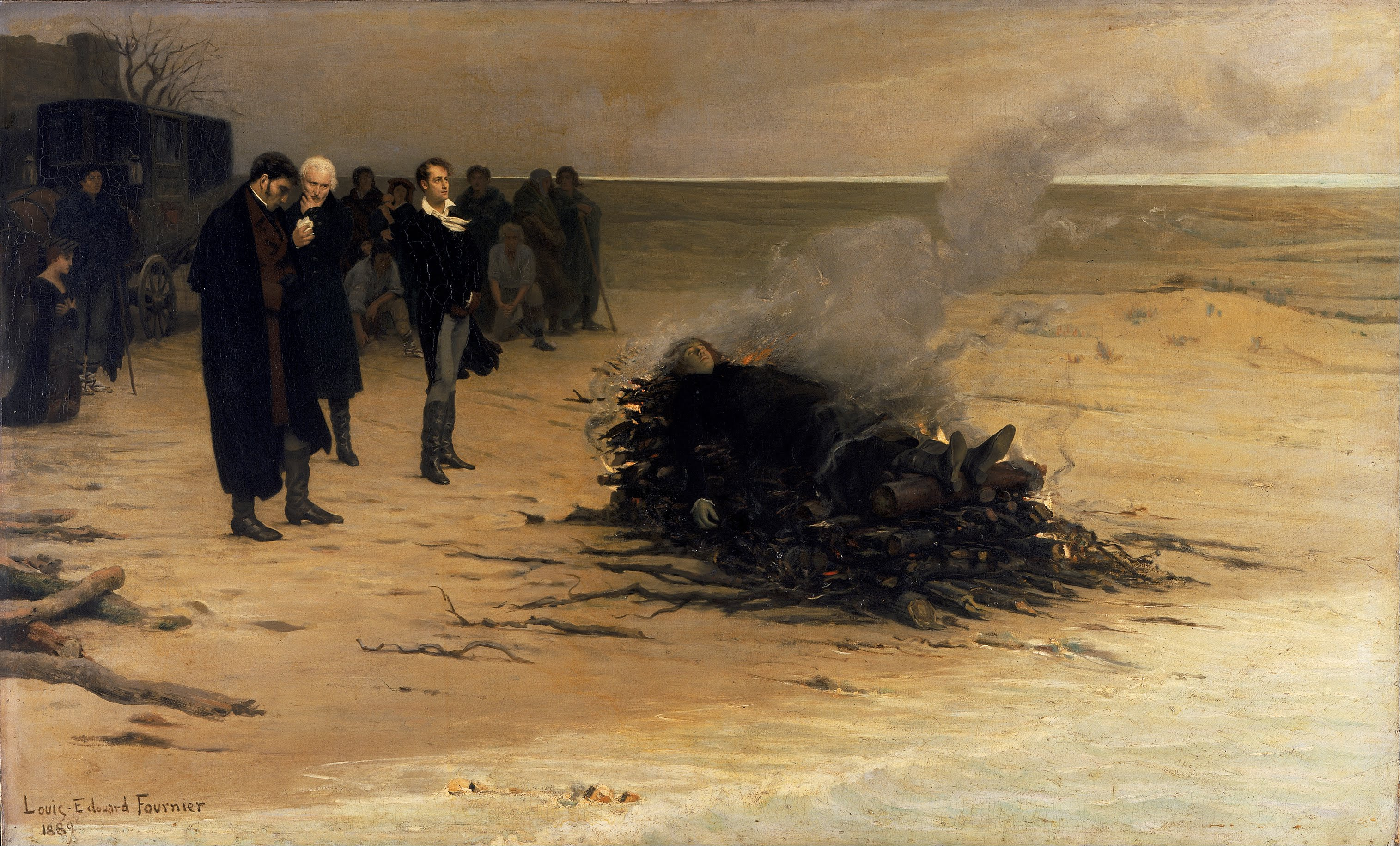
Les Funérailles de Shelley (1889), Liverpool, Walker Art Gallery.
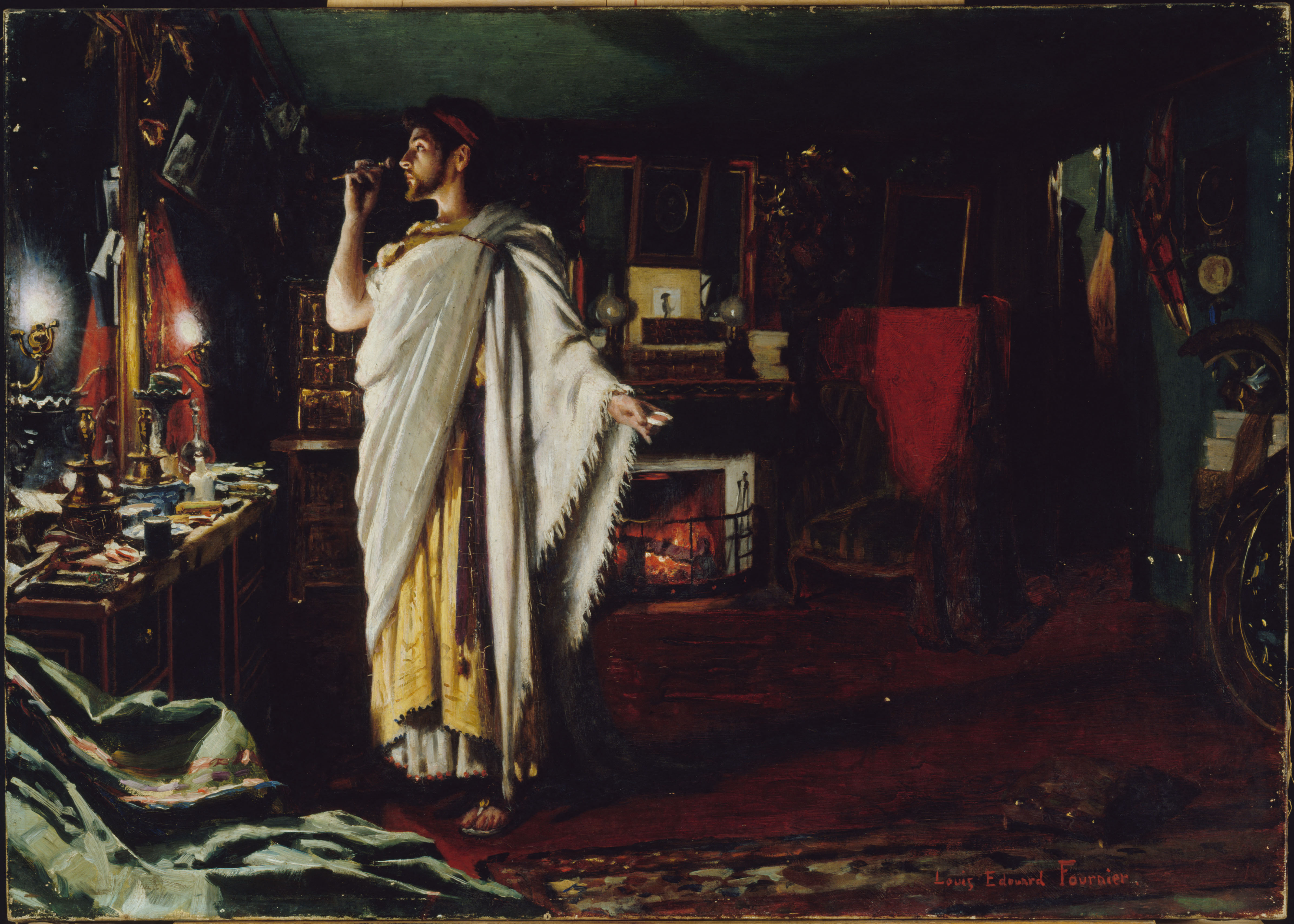
Mounet-Sully se maquillant dans sa loge avant une représentation d'Œdipe roi (1893), huile sur toile, musée Carnavalet.
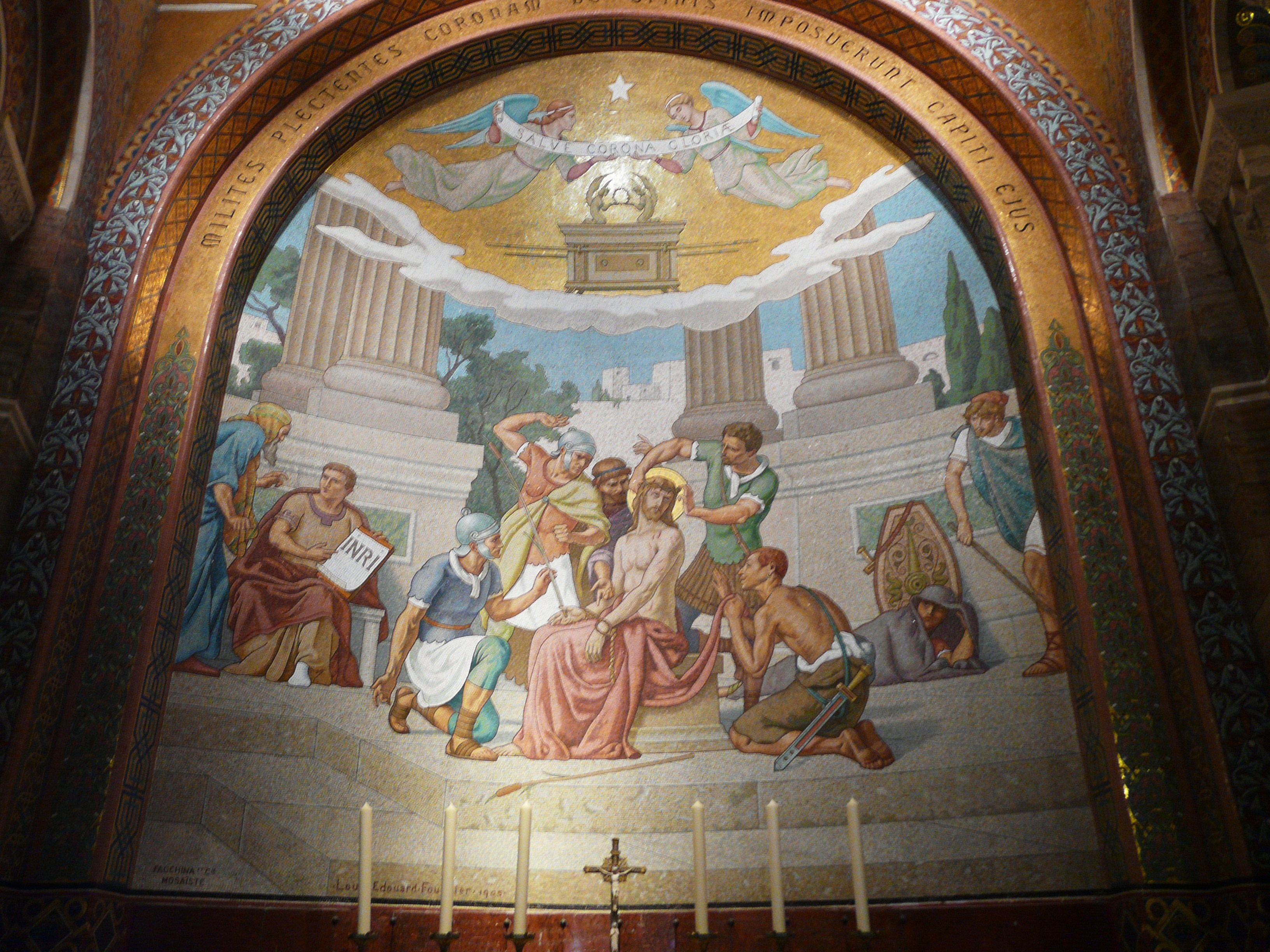
Le Couronnement d'épines (1904), une des trois mosaïques, basilique Notre-Dame-du-Rosaire de Lourdes.